# Salt Lick, Kentucky
Salt Lick är en ort i Bath County i delstaten Kentucky, USA.